# 소흘 분기점
소흘 분기점(蘇屹分岐點, Soheul Junction, 소흘JC)은 경기도 포천시 소흘읍 무봉리에 설치된 세종포천고속도로와 수도권제2순환고속도로가 만나는 분기점이다.

## 연혁
- 2012년 6월 5일: 구리포천고속도로 신설을 위해 포천시 도시계획시설 교통광장에 소흘읍 무봉리 일원을 소흘 분기점으로 고시[1]
- 2014년 12월 24일: 수도권제2순환고속도로 (화도 ~ 포천, 파주 ~ 포천) 구간 노선 접속을 위한 구리포천고속도로 민간투자사업 실시계획 변경으로 인해 포천시 도시계획시설 교통광장 면적 변경[2]
- 2017년 6월 30일: 세종포천고속도로 구리 ~ 포천 구간 개통과 함께 통행 개시[3]
- 2021년 9월 7일: 세종포천고속도로 지선에서 수도권제2순환고속도로 구간으로 분리[4]
- 2024년 2월 7일:  수도권제2순환고속도로 양평 방향으로 개통

## 구조물 정보
- 위치: 경기도 포천시 소흘읍 무봉리

## 접속하는 노선

### 구리/포천방면
- 세종포천고속도로 (7번)

### 양주/양평방면
- 수도권제2순환고속도로 (1번)